# Medaille für Verdienst im Kriege
Die Medaille für Verdienst im Kriege wurde am 21. August 1914 zu Beginn des Ersten Weltkriegs durch Fürst Günther Victor von Schwarzburg-Rudolstadt und Sondershausen gestiftet. Es war als Ehrenzeichen für Militärpersonen mit schwarzburgischer Staatsangehörigkeit vorgesehen, die sich Verdienste vor dem Feind erworben hatten. Militärpersonen, die sich in der Etappe oder bei der Besatzungstruppe durch besonders treue und gewissenhafte Pflichterfüllung bewährt hatten, konnten ebenfalls ausgezeichnet werden.

## Aussehen
Die Auszeichnung ist eine runde, in Neusilber versilbert gefertigte Medaille. Sie zeigt im Avers auf glattem Grund die dreizeilige Inschrift VERDIENSTE IM KRIEGE, die von einem unten mit einer Schleife zusammen gebundenen Lorbeerkranz umschlossen ist. Im Revers ist das von einem Fürstenhut überhöhte spiegelbildlich verzierte Monogramm G (Günther) sowie darunter die Jahreszahl 1914 zu sehen.

## Trageweise
Getragen wurden Medaille an einem Band auf der linken Brustseite. Für Verdienste vor dem Feind war das Band gelb mit einem blauen Mittel- und Seitenstreifen, für Verdienste in der Etappe blau mit einem gelben Randstreifen.

## Verleihungen
Insgesamt wurden 1000 Medaillen durch den Hofjuwelier Schühle in Sondershausen geprägt.